# Paweł Pruszyński
Paweł Pruszyński herbu Rawicz (zm. przed 17 maja 1637 roku) – sędzia ziemski sandomierski w 1616 roku.
Poseł na sejm warszawski 1626 roku z województwa sandomierskiego. Jako poseł na sejm 1627 roku był deputatem do skarbu rawskiego. Poseł na sejm zwyczajny 1629 roku z  województwa sandomierskiego. Poseł na sejm nadzwyczajny 1629 roku. W 1632 roku był elektorem Władysława IV Wazy z województwa sandomierskiego.